# John Fraser (botaniker)
John Fraser, född 14 oktober 1750 i Inverness, död den 26 april 1811 i London, var en brittisk botanist.
Fraser bereste 1780–1810 flera gånger Nordamerika och införde därifrån tall- och ekarter samt Azalea och andra trädgårdsväxter.
Auktorsnamnet Fras. kan användas för John Fraser (botaniker) i samband med ett vetenskapligt namn inom botaniken; se Wikipediaartiklar som länkar till auktorsnamnet.